# Örebro Olaus Petri distrikt
Örebro Olaus Petri distrikt är från 2016 ett distrikt i Örebro kommun och Örebro län. Befolkningsmässigt är distriktet landskapets största.
Distriktet ligger i tätorten Örebro.

## Tidigare administrativ tillhörighet
Distriktet inrättades 2016 och utgörs av en del av det område som fram till 1971 utgjorde Örebro stad.
Området motsvarar den omfattning Örebro Olaus Petri församling  hade vid årsskiftet 1999/2000 och som den fick 1913 efter utbrytning ur Örebro församling, där den före 1921 benämndes Örebro Norra församling.